# 우리 중에 살인자가 있다
우리 중에 살인자가 있다(Murderers Among Us, Die Morder Sind Unter Uns)는 독일에서 제작된 볼프강 슈타우테 감독의 1946년 영화이다. 힐드가드 네프 등이 주연으로 출연하였다.

## 출연

### 주연
- 힐드가드 네프

## 제작진
- 미술: 오토 훈테

## 같이 보기
- 독일 영화